# Silene brevistaminea
Silene brevistaminea är en nejlikväxtart som beskrevs av Alexander Gilli. Silene brevistaminea ingår i släktet glimmar, och familjen nejlikväxter. Inga underarter finns listade i Catalogue of Life.